# Абрамешин, Андрей Евгеньевич
Андрей Евгеньевич Абрамешин — российский учёный, заместитель директора Московского института электроники и математики им. А. Н. Тихонова, проректор МИЭМ, профессор ВШЭ.

## Биография
Родился 16 сентября 1963 года в Москве.
Окончил Московский институт электронного машиностроения (МИЭМ) (1986), специальность — полупроводниковое и электровакуумное машиностроение. До 1992 г. работал там же: секретарь комитета ВЛКСМ, научный сотрудник отдела научно-технической информации.
В 1992—1998 гг. — в Министерстве общего и профессионального образования РФ. С 1998 по 2010 г. — заместитель директора ФГУ ГНИИ ИТТ «Информика». С 2010 г. — проректор МИЭМ.
Подготовил курсы:
- Технология и организация производства продукции и услуг;
- Основы обеспечения качества изделий электронной техники;
- Электризация космических летательных аппаратов и защита бортовой радиоэлектронной аппаратуры.

Кандидат социологических наук (1997). Доктор технических наук (2017, тема диссертации «Методология проектирования бортовой радиоэлектронной аппаратуры космических аппаратов с учётом воздействия поражающих факторов электризации».
С 2011 г. — докторант по учебно-исследовательской лаборатории «Функциональная безопасность космических аппаратов». С 2012 г. — заместитель директора по общим вопросам МИЭМ НИУ ВШЭ.

## Научные труды
Соавтор 3 монографий.
Публикации:
- Информационная технология обеспечения надёжности электронных средств наземно-космических систем / А. Е. Абрамешин, В. В. Жаднов, С. Н. Полесский. — Науч. изд. — Екатеринбург : Форт Диалог-Исеть, 2012. — 564 с. : ил. ; 21 см. — Библиогр.: с. 560—564.
- Управление образовательными инновациями / А. Е. Абрамешин [и др.]. — М. : Европейский центр по качеству, 2003. — 97 с. : ил., табл.; 21 см; ISBN 5-94768-031-9 (в обл.)
- Инновации на основе информационных и коммуникационных технологий [Текст] = Innovations based on information and communication technologies : материалы XII Международной научно-практической конференции, 1-10 октября 2015 г., Россия, г. Сочи : Инфо 2015. Качество — Безопасность — Диагностика / [редкол.: Абрамешин А. Е. и др.]. — Москва : НИУ ВШЭ, 2015. — 671 с. : ил., цв. ил., табл.; 29 см; ISSN 2226-6690
- Менеджмент инновационной организации : Учебное пособие / [Абрамешин А. Е. и др.]; Под ред. А. Н. Тихонова. — М. : Агентство интеллектуал. ресурсы : Европ. центр по качеству, 2003. — 407 с. : ил.; 22 см; ISBN 5-94768-006-8
- Инновационный менеджмент : Учеб. для студентов вузов / [Абрамешин А. Е., Воронина Т. П., Молчанова О. П. и др.]; Под ред. О. П. Молчановой. — М. : Агентство интеллектуал. ресурсы : Вита-Пресс, 2001. — 271 с. : ил., схем., табл.; 22 см; ISBN 5-7755-0303-1
- Инновации на основе информационных и коммуникационных технологий [Текст] = Innovations based on information and communication technologies : материалы XI Международной научно-практической конференции, 1-10 октября 2014 г., Россия, г. Сочи / [редкол.: Абрамешин А. Е. и др.]. — Москва : НИУ ВШЭ, 2014. — 660 с. : ил., табл.; 29 см; ISSN 2226-6690

## Семья
Женат, трое сыновей.